# Campionati italiani assoluti di ginnastica artistica 2012
I Campionati Assoluti del 2012 sono stati la 74ª edizione dei Campionati italiani assoluti di ginnastica artistica. Si sono svolti al PalaCatania di Catania, Sicilia, il 16 e 17 giugno 2012. Gli Assoluti sono l'ultima importante competizione nazionale prima delle Olimpiadi di Londra 2012.

## Programma
| Giorno    | Ora           | Evento                                                                          |
| --------- | ------------- | ------------------------------------------------------------------------------- |
| 16 giugno | 15:00 – 17:00 | Concorso individuale femminile - Qualificazioni Femminili - Trampolino Elastico |
| 16 giugno | 18:40 - 21:30 | Concorso individuale maschile - Qualificazioni Maschili                         |
| 17 giugno | 10:00 – 14:00 | Criterium dei Giovani (GAM)                                                     |
| 17 giugno | 15:00 – 18:30 | Finali di Specialità Maschili/Femminili                                         |

## Risultati

### Ginnastica Artistica
Dopo dieci anni, la ginnasta Adriana Crisci torna in pedana. Tra 35 ginnaste, non prendono parte alla competizione 10 di loro tra cui Erika Fasana (a causa di un problema alla mano), Francesca Deagostini (a causa di un infortunio alla mano), ed Enus Mariani (a causa degli esami di terza media).
| Evento                 | Oro              | Punti  | Argento           | Punti  | Bronzo              | Punti  |
| Podio maschile         |                  |        |                   |        |                     |        |
| Concorso individuale   | Enrico Pozzo     | 85,800 | Paolo Principi    | 84,800 | Andrea Cingolani    | 83,500 |
| Corpo libero           | Andrea Cingolani | 14,500 | Paolo Principi    | 14,450 | Marco Lodadio       | 14,050 |
| Cavallo con maniglie   | Alberto Busnari  | 14,150 | Mattia Tamiazzo   | 13,850 | Ludovico Edalli     | 13,500 |
| Anelli                 | Matteo Morandi   | 15,700 | Matteo Angioletti | 15,050 | Andrea Cingolani    | 14,800 |
| Volteggio              | Marco Lodadio    | 15,725 | Paolo Principi    | 14,750 | Andrea Cingolani    | 14,725 |
| Parallele simmetriche  | Ludovico Edalli  | 14,400 | Lorenzo Ticchi    | 14,400 | Paolo Principi      | 13,600 |
| Sbarra                 | Enrico Pozzo     | 14,850 | Alberto Busnari   | 14,400 | Ludovico Edalli     | 14,150 |
| Podio femminile        |                  |        |                   |        |                     |        |
| Concorso individuale   | Vanessa Ferrari  | 56,850 | Carlotta Ferlito  | 55,950 | Elisa Meneghini     | 55,000 |
| Corpo libero           | Vanessa Ferrari  | 14,300 | Lara Mori         | 13,800 | Elisabetta Preziosa | 13,300 |
| Volteggio              | Arianna Rocca    | 13,950 | Adriana Crisci    | 13,275 | —                   | —      |
| Parallele asimmetriche | Giorgia Campana  | 14,200 | Vanessa Ferrari   | 14,000 | Giulia Leni         | 13,800 |
| Trave                  | Carlotta Ferlito | 14,900 | Elisa Meneghini   | 14,200 | Vanessa Ferrari     | 13,100 |

### Trampolino Elastico
| Evento               | Oro            | Punti  | Argento            | Punti  | Bronzo           | Punti  |
| Podio maschile       |                |        |                    |        |                  |        |
| Concorso individuale | Flavio Cannone | 57,165 | Dario Aloi         | 49,695 | Antonini Parisi  | 47,135 |
| Podio femminile      |                |        |                    |        |                  |        |
| Concorso individuale | Martina Murgo  | 47,450 | Costanza Michelini | 47,425 | Arianna Capitani | 45,620 |

## Risultati (in dettaglio)

### Ginnastica artistica femminile

#### Concorso individuale
| Posizione | Ginnasta            | Volteggio | Parallele | Trave  | Corpo libero | Totale |
| --------- | ------------------- | --------- | --------- | ------ | ------------ | ------ |
| Oro       | Vanessa Ferrari     | 14,600    | 13,800    | 14,100 | 14,350       | 56,850 |
| Argento   | Carlotta Ferlito    | 14,050    | 13,250    | 14,650 | 14,000       | 55,950 |
| Bronzo    | Elisa Meneghini     | 13,650    | 13,650    | 13,850 | 13,850       | 55,000 |
| 4         | Lara Mori           | 13,300    | 12,400    | 13,000 | 13,600       | 52,300 |
| 5         | Chiara Gandolfi     | 12,950    | 13,100    | 12,800 | 13,000       | 51,850 |
| 6         | Martine Buro        | 13,150    | 12,700    | 12,950 | 12,900       | 51,700 |
| 7         | Jessica Mattoni     | 13,050    | 13,100    | 12,400 | 13,100       | 51,650 |
| 8         | Elisabetta Preziosa | 13,100    | 12,350    | 12,950 | 13,200       | 51,600 |

#### Corpo libero
| Posizione | Ginnasta            | D Score | E Score | Pen.  | Totale |
| --------- | ------------------- | ------- | ------- | ----- | ------ |
| Oro       | Vanessa Ferrari     | 6,000   | 8,300   | —     | 14,300 |
| Argento   | Lara Mori           | 5,400   | 8,400   | —     | 13,800 |
| Bronzo    | Elisabetta Preziosa | 4,800   | 8,500   | —     | 13,300 |
| 4         | Carlotta Ferlito    | 5,400   | 8,100   | 0,300 | 13,200 |
| 5         | Alessia Leolini     | 5,000   | 8,050   | 0,100 | 12,950 |
| 6         | Elisa Meneghini     | 5,200   | 7,700   | —     | 12,900 |

#### Volteggio
| Pos.    | Ginnasta       | D. Score | E. Score | Penalità | 1° Parziale | D. Score | E. Score | Penalità | 2° Parziale | Totale |
| ------- | -------------- | -------- | -------- | -------- | ----------- | -------- | -------- | -------- | ----------- | ------ |
| Oro     | Arianna Rocca  | 5,200    | 8,850    | —        | 14,050      | 4,600    | 9,250    | —        | 13,850      | 13,950 |
| Argento | Adriana Crisci | 5,300    | 8,850    | —        | 14,150      | 4,400    | 8,000    | —        | 12,400      | 13,275 |

#### Parallele asimmetriche
| Posizione | Ginnasta         | D Score | E Score | Pen. | Totale |
| --------- | ---------------- | ------- | ------- | ---- | ------ |
| Oro       | Giorgia Campana  | 5,900   | 8,300   | —    | 14,200 |
| Argento   | Vanessa Ferrari  | 5,900   | 8,100   | —    | 14,000 |
| Bronzo    | Giulia Leni      | 5,700   | 8,100   | —    | 13,800 |
| 4         | Carlotta Ferlito | 5,100   | 8,400   | —    | 13,500 |
| 5         | Jessica Mattoni  | 5,400   | 7,850   | —    | 13,250 |
| 6         | Elisa Meneghini  | 4,900   | 7,250   | —    | 12,150 |

#### Trave
| Rank    | Gymnast          | D Score | E Score | Pen. | Total  |
| ------- | ---------------- | ------- | ------- | ---- | ------ |
| Oro     | Carlotta Ferlito | 6,000   | 8,900   | —    | 14,900 |
| Argento | Elisa Meneghini  | 5,800   | 8,400   | —    | 14,200 |
| Bronzo  | Vanessa Ferrari  | 5,700   | 7,400   | —    | 13,100 |
| 4       | Arianna Rocca    | 4,800   | 8,100   | —    | 12,900 |
| 5       | Lara Mori        | 5,400   | 7,150   | —    | 12,550 |
| 6       | Martine Buro     | 4,800   | 7,050   | —    | 11,850 |

### Ginnastica artistica maschile

#### Concorso individuale
| Posizione | Ginnasta            | Corpo libero | Cavallo | Anelli | Volteggio | Parallele | Sbarra | Totale |
| --------- | ------------------- | ------------ | ------- | ------ | --------- | --------- | ------ | ------ |
| Oro       | Enrico Pozzo        | 14,800       | 13,600  | 13,350 | 15,450    | 14,300    | 14,300 | 85,800 |
| Argento   | Paolo Principi      | 14,700       | 14,100  | 12,900 | 15,500    | 13,950    | 13,650 | 84,800 |
| Bronzo    | Andrea Cingolani    | 14,400       | 14,750  | 12,150 | 15,400    | 13,000    | 13,800 | 83,500 |
| 4         | Paolo Ottavi        | 14,250       | 14,350  | 12,350 | 14,550    | 13,650    | 13,350 | 82,500 |
| 5         | Lorenzo Ticchi      | 13,300       | 13,950  | 12,950 | 13,900    | 13,600    | 14,350 | 82,050 |
| 6         | Ludovico Edalli     | 13,450       | 13,700  | 13,150 | 14,950    | 13,050    | 13,600 | 81,900 |
| 7         | Tommaso De Vecchisi | 13,750       | 13,400  | 13,450 | 13,800    | 12,850    | 12,550 | 79,800 |
| 8         | Marco Lodadio       | 13,900       | 13,800  | 11,600 | 15,700    | 11,500    | 12,550 | 79,050 |

#### Corpo libero
| Posizione | Ginnasta         | D Score | E Score | Pen.  | Totale |
| --------- | ---------------- | ------- | ------- | ----- | ------ |
| Oro       | Andrea Cingolani | 6,200   | 8,300   | —     | 14,500 |
| Argento   | Paolo Principi   | 6,000   | 8,450   | —     | 14,450 |
| Bronzo    | Marco Lodadio    | 5,500   | 8,550   | —     | 14,050 |
| 4         | Enrico Pozzo     | 5,900   | 7,950   | —     | 13,850 |
| 5         | Tommaso Frigerio | 5,400   | 7,850   | 0,100 | 13,150 |
| 6         | Paolo Ottavi     | 5,200   | 7,700   | —     | 12,900 |

#### Cavallo con maniglie
| Posizione | Ginnasta           | D Score | E Score | Pen. | Totale |
| --------- | ------------------ | ------- | ------- | ---- | ------ |
| Oro       | Alberto Busnari    | 6,600   | 7,550   | —    | 14,150 |
| Argento   | Mattia Tamiazzo    | 5,500   | 8,350   | —    | 13,850 |
| Bronzo    | Ludovico Edalli    | 5,400   | 8,100   | —    | 13,500 |
| 4         | Fabio Maglioni     | 5,300   | 8,100   | —    | 13,400 |
| 5         | Lorenzo Ticchi     | 5,300   | 8,050   | —    | 13,350 |
| 6         | Tommaso De Vecchis | 4,500   | 7,750   | —    | 12,250 |

#### Anelli
| Posizione | Ginnasta             | D Score | E Score | Pen. | Totale |
| --------- | -------------------- | ------- | ------- | ---- | ------ |
| Oro       | Matteo Morandi       | 6,800   | 8,900   | —    | 15,700 |
| Argento   | Matteo Angioletti    | 6,500   | 8,550   | —    | 15,050 |
| Bronzo    | Andrea Cingolani     | 6,200   | 8,600   | —    | 14,800 |
| 4         | Paolo Ottavi         | 6,400   | 8,100   | —    | 14,500 |
| 5         | Paolo Principi       | 5,700   | 8,500   | —    | 14,200 |
| 6         | Antonello Compagnoni | 5,600   | 8,150   | —    | 13,750 |

#### Volteggio
| Pos.    | Ginnasta         | D. Score | E. Score | Penalità | 1° Parziale | D. Score | E. Score | Penalità | 2° Parziale | Totale |
| ------- | ---------------- | -------- | -------- | -------- | ----------- | -------- | -------- | -------- | ----------- | ------ |
| Oro     | Marco Lodadio    | 6,600    | 9,100    | —        | 15,700      | 6,600    | 9,150    | —        | 15,750      | 15,725 |
| Argento | Paolo Principi   | 6,200    | 9,000    | —        | 15,200      | 6,200    | 8,400    | 0,300    | 14,300      | 14,750 |
| Bronzo  | Andrea Cingolani | 6,600    | 7,800    | 0,300    | 14,100      | 6,600    | 8,750    | —        | 15,350      | 14,725 |

#### Parallele simmetriche
| Posizione | Ginnasta         | D Score | E Score | Pen. | Totale |
| --------- | ---------------- | ------- | ------- | ---- | ------ |
| Oro       | Ludovico Edalli  | 5,700   | 8,700   | —    | 14,400 |
| Argento   | Lorenzo Ticchi   | 6,100   | 8,300   | —    | 14,400 |
| Bronzo    | Paolo Principi   | 5,100   | 8,500   | —    | 13,600 |
| 4         | Enrico Pozzo     | 5,700   | 7,550   | —    | 13,250 |
| 5         | Andrea Cingolani | 5,500   | 7,450   | —    | 12,950 |
| 6         | Mattia Tamiazzo  | 4,400   | 7,300   | —    | 11,700 |

#### Sbarra
| Posizione | Ginnasta        | D Score | E Score | Pen. | Totale |
| --------- | --------------- | ------- | ------- | ---- | ------ |
| Oro       | Enrico Pozzo    | 6,300   | 8,550   | —    | 14,850 |
| Argento   | Alberto Busnari | 5,700   | 8,700   | —    | 14,400 |
| Bronzo    | Paolo Principi  | 5,500   | 8,650   | —    | 14,150 |
| 4         | Mattia Tamiazzo | 5,600   | 8,550   | —    | 14,150 |
| 5         | Lorenzo Ticchi  | 5,700   | 8,450   | —    | 14,150 |
| 6         | Paolo Ottavi    | 5,900   | 8,200   | —    | 14,100 |

### Trampolino elastico

#### Concorso individuale maschile
| Posizione | Ginnasta          | Totale |
| --------- | ----------------- | ------ |
| Oro       | Flavio Cannone    | 57,165 |
| Argento   | Dario Aloi        | 49,695 |
| Bronzo    | Antonino Parisi   | 47,135 |
| 4         | Piero Sharra      | 45,425 |
| 5         | Stefano Crastolla | 34,265 |
| 6         | Damiano Giunta    | 30,585 |

#### Concorso individuale femminile
| Posizione | Ginnasta           | Totale |
| --------- | ------------------ | ------ |
| Oro       | Martina Murgo      | 47,450 |
| Argento   | Costanza Michelini | 47,425 |
| Bronzo    | Arianna Capitani   | 45,620 |
| 4         | Chiara Finozzi     | 42,450 |
| 5         | Ivana Longo        | 39,855 |
| 6         | Ilaria Maderna     | 38,380 |